# 德斯科布里門托國家公園
17°04′09″S 39°17′36″W / 17.069233°S 39.293317°W

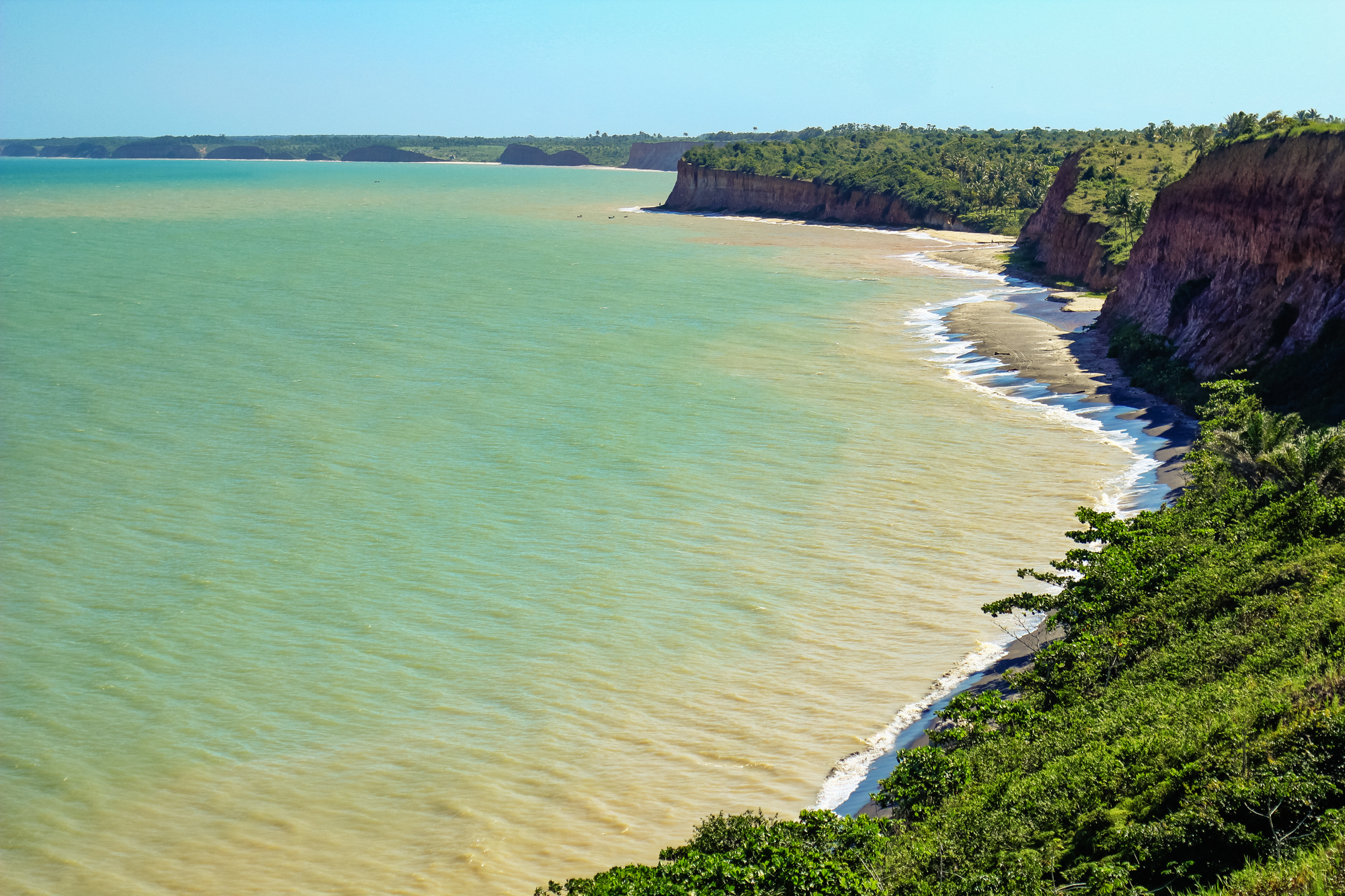

德斯科布里門托國家公園（葡萄牙語：Parque Nacional do Descobrimento），是巴西的國家公園，位於該國東北部巴伊亞州，成立於1999年4月20日，佔地2.3萬公頃，處於普拉杜，受熱帶潮濕氣候影響。